# Ribeirão São Bernardo
Ribeirão São Bernardo är ett vattendrag i Brasilien. Det ligger i den sydöstra delen av landet, 70 km öster om huvudstaden Brasília.
Omgivningarna runt Ribeirão São Bernardo är huvudsakligen savann. Runt Ribeirão São Bernardo är det glesbefolkat, med 8 invånare per kvadratkilometer.